# Přirozená komunikace s koňmi

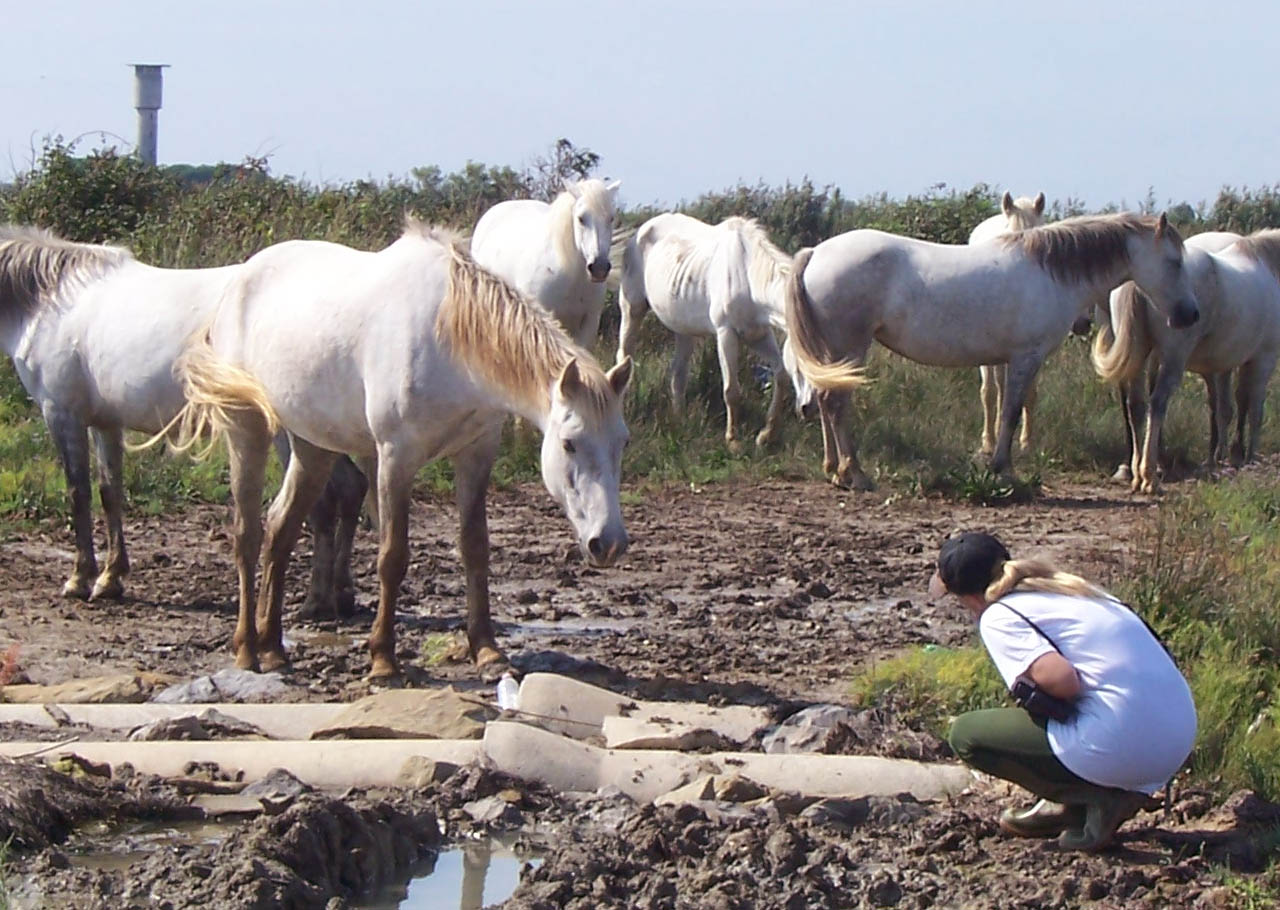
Navázání komunikace s koněm

Přirozená komunikace s koňmi, hovorově známá jako zaříkávání koní, je kolektivní pojem pro variantu techniky trénování koní, kterému od 80. let rapidně vzrostla popularita. Techniky se liší v přesných principech, ale obecně sdílejí stejné zásady rozvíjení vztahu s koňmi, pomocí techniky odvozené z pozorování volně se pohybujícího koně a odmítnutí klasické metody trénování. 
Lidé zabývající se přirozenou komunikací s koňmi vytvořili vylučující sociální síť, popisující přístup jako radikální odklon od tradičních technik, které jsou často posuzovány jako založené na použití zbytečné síly. Odborníci se zabývají etologií ohledně koňského chování a tím, že lidé často přisuzují koním lidské vlastnosti (ostatně jako většině zvířatům). Nejznámějšími praktikanty přirozené komunikace jsou Monty Roberts a Pat Parelli, kteří prodávali a předávali své metody skrze knihy, televizní vystoupení, živá vystoupení a jiná média. 

## Sedm her Pata Parelliho
Všechny následující hry se provádějí výhradně ze země. První hrou je Přátelská hra, která spočívá v zklidnění a celkovému uvolnění koně. Jde o hlazení mrkvovou hůlkou (nebo jakýmkoli pro koně potenciální "nebezpečným" předmětem) po celém těle, švihání kolem koně, které vede k zvykání na nečekané předměty a kůň se ve stresových situacích méně leká. Následuje Dikobrazí hra, která spočívá v odtlačování koně pomocí fázování (chlupy, kůže, svaly, kost). Začínám jemnými dotyky a postupně tlak zvětšujeme, jakmile kůň zareaguje, musíme tlak uvolnit. Další hra se nazývá Řídící, ve finále by měla vypadat následovně. Jen pomocí pohledu, myšlenky a držení těla koni dáváme najevo, že má ustoupit zadníma, popř. předníma nohama, nebo couvat. Následuje Jojo-hra, která slouží k procvičování odtlačování koně od sebe (couvání) a následnému přivolávání zpět k jezdci. Hra, kterou hodně lidí považuje za pouhé lonžování, se nazývá Kruhová hra. Slouží k upevnění respektu a "vyčistění vzduchu" mezi člověkem a koněm. Stranová hra je svým způsobem pro pokročilejší horsemany, spočívá v chůzi koně do stran, při které kůň přešlapuje. A poslední, Prostorová hra, je "složenina" všech předchozích šesti her. Jde o procvičování na různých překážkách a v různých prostředích. Avšak úplně nejdůležitější hrou, pravidlem, každý tomu říká jinak, je spravedlnost. Za každé okolnosti musíme být spravedliví. Ve správný okamžik zasáhnout, ve správný okamžik povolit tlak, ve správný okamžik koně pochválit. Musíme se snažit být koni nadřazeným, ale zároveň přítelem a podporou. Když dodržíme všechny zásady, můžeme očekávat pomalou, ale jistou cestu k perfektnímu vztahu s koněm. 